# (37634) 1993 UZ
1993 يو زد (ويعرف أيضًا باسم (37634) 1993 يو زد وفق تسمية الكوكب الصغير) (بالإنجليزية: 1993 UZ)‏ هو كويكب ضمن حزام الكويكبات؛ وترتيبه 37634 من حيث الاكتشاف.
اكتُشف هذا الجُرم الفلكي بواسطة اليانور إف. هيلين في 19 أكتوبر 1993.

## وصلات خارجية
- (37634) 1993 UZ في قاعدة بيانات مختبر الدفع النفاث لأجرام النظام الشمسي الصغيرة

- الاكتشاف · مخطط المدار ·  العناصر المدارية · المعلمات المادية

- (37634) 1993 UZ على موقع ويكي سكاي: DSS2, SDSS, GALEX, IRAS, Hydrogen α, X-Ray, Astrophoto, Sky Map, Articles and images